# Policijsko nasilje
Policijsko nasilje ili policijska brutalnost u kriminologiji je pojam koji označava prekomjernu, neovlaštenu ili neopravdanu uporabu tjelesnog ili psihičkog nasilja nad osobama 
Postoji niz oblika neprimjerenog ponašanja policije koja uključuju primjerice lažna uhićenja, zastrašivanje, političke represije, seksualno zlostavljanja ili korupcija.
Uporaba sile policiji je dopuštena samo pod određenim uvjetima i samo na razumnoj mjeri.
Policijska brutalnost je zakonski zabranjena i sankcionira se diljem svijeta. 

## Neovisni nadzor
Različite društvene skupine kritiziraju i dokumentiraju policijske brutalnosti. Te skupine često naglašavaju potrebu za nadzor toj nasilja od strane nezavisnih civilnih ustanova.
Razne nevladnine organizacije poput Amnesty Internationala s preko 3 milijuna članova i simpatizera diljem svijeta su aktivne u pitanju suzbijanja ili sankcioniranja policijske brutalnosti.

## Slučajevi u Hrvatskoj
- U studenom 2013. godine Darko Pajičić teško je ozlijeđen od policajca Saše Sabadoša kad je pokušao skinuti ploču s ćiriličnim natpisom na zgradi Policijske uprave u Vukovaru. Darko Pajičić je umro od posljedica 21. studenog 2015.[4]

Službeni stav policije bio je da je policajac postupio u skladu s ovlastima. U međuvremenu je podignuta i kaznena prijava protiv policajca zbog nanošenja teških tjelesnih ozljeda .
- nasrtaj policije 29. svibnja 2015. na invalide na Trgu svetog Marka te pogotovo u unutrašnjosti Crkve, što spada u teško kršenje čitavoga niza međunarodnih konvencija.

## Slučajevi u Jugoslaviji i Srbiji
U bivšoj Jugoslaviji i Srbiji policijska brutalnost događala se u brojnim slučajevima tijekom prosvjeda protiv Josipa Broza i Slobodana Miloševića, a zabilježena je i na prosvjedima protiv vlada od pada komunizma. Posljednji slučaj zabilježen je u srpnju 2010. godine kada je pet osoba, među kojima i dvije djevojke, uhićeno, vezanih lisicama, tučeno palicama i maltretirano sat vremena. Snimke premlaćivanja sigurnosnih kamera dospjele su u medije i nakon objavljivanja izazvale bijes javnosti.Policijski dužnosnici, uključujući Ivicu Dačića, tadašnjeg srbijanskog ministra unutarnjih poslova, demantirali su ovakav slijed događaja i optužili žrtve "da su prve napale policajce". Također je javno poručio da “policija nije tu da tuče građane”, ali da se zna “što će tko dobiti napadom na policiju”.

## Slučajevi u SAD-u
U Sjedinjenim Američkim Državama razni su politički i društveni pokreti uključeni u suzbijanje prekomjernog nasilja od strane policije: Tijekom pokreta za građanska prava tijekom 1960-ih, protu-ratnim prosvjedima, Ratu protiv droga, i globalnom ratu protiv terorizma te policijske pucnjave protiv nenaoružanih crnaca.
Nekoliko pripadnika vojne policije Sjedinjenih Američkih Država bili su odgovorni za mučenja u Abu Ghraibu i zlostavljanja zatvorenika tijekom incidenata u Iraku su osuđeni na zatvorske kazne."

## Slučajevi u Njemačkoj
Godišnje broj pritužbi protiv policijskih službenika u Njemačkoj doseže oko 1600.Od tih prijava oko 3% dovelo je do podizanja optužnice.

## Vanjske poveznice
- Mladina